# Encyclopædia Universalis
Encyclopædia Universalis és el nom d'una enciclopèdia francesa publicada en paper, però també en versió CD-ROM i més recentment a través d'internet. Fou creada per Encyclopædia Universalis SA l'any 1966 per un membre especialitzat en la venda de llibres de col·lecció a correspondència de la família Aubry. La creació va anar de mans amb l'Encyclopædia Britannica que també va contribuir en la seva fabricació, participant amb un 50/50 a nivell accionariat. L'empresa i publicació ha anat evolucionant al llarg del temps fins a convertir-se en proveïdor de l'estat francès. L'any 1999 l'empresa signa un contracte amb l'estat francès perquè a través de la pàgina web www.universalis-edu.com els alumnes de segona ensenyança puguin rebre complement d'informació a classe, això sí, mitjançant un pagament trimestrial o anual. A partir d'aquí, es desenvolupa digitalment, primerament mitjançant el format CD i actualment a través d'internet. Del producte inicial, s'han derivat enciclopèdies per als més petites de la casa o per temàtica.